# Констанция де Монкада
Констанция де Монкада (фр. Constance de Montcade; ок. 1245/1250 — 26 апреля 1310) — виконтесса Марсана с 1270/1273 года, графиня Бигорра в 1283—1292 годах, старшая дочь виконта Беарна Гастона VII и виконтессы Марсана Маты де Мата.

## Биография
Констанция родилась между 1245 и 1250 годами. Её отец, виконт Беарна Гастон VII, был одним из самых могущественных феодалов в Гаскони. Её мать, Мата, после смерти в 1251 году графини Бигорра Петронеллы унаследовала виконтство Марсан, а также права на Бигорр, спор из-за наследования которого периодически возникал.
У Гастона Беарнского и Маты не было сыновей, а только дочери. На их руку старшей наследницы, Констанции, было много претендентов. В 1260 году Гастон VII выдал её замуж за арагонского инфанта Альфонсо, старшего сына и наследника короля Хайме I. Однако тот умер вскоре после свадьбы. Позже появился проект брака Констанции с Генрихом Алеманским, сыном римского короля Ричарда Корнуэльского и племянником короля Англии Генриха III. Однако Гастон опасался, что в результате попадёт под зависимость от короля Англии. В 1266 году он помолвил Констанцию с кастильским инфантом Мануэлем, братом короля Альфонсо X, однако брак не состоялся — из-за близкого родства необходимо было согласие папы, который его дать отказался, поскольку поддерживал Ричарда Корнуэльского. В результате Гастон был вынужден согласиться на английский вариант.
Брачный контракт был составлен 10 февраля 1267 в Лондоне. Согласно ему Констанция в качестве приданого получала Габардан, Брюлуа и Марсан. Брак был заключён в мае 1269 года в Виндзорском замке, Гастон лично сопровождал дочь в Англию. Однако брак оказался бездетным. В 1270 году Генрих отказался от супруги, а в 1271 году он был убит.
Между 1270 и 1273 году умерла Мата, жена Гастона. По её завещанию Марсан и права на Бигорр унаследовала старшая дочь Констанция.
В 1279 году Констанция вышла замуж в третий раз — за графа Женевы Эмона II. Брак устроила её мачеха, Беатриса Савойская. Однако и этот брак остался бездетным, а Эмон умер в 1280 году.
В 1282 году умер граф Бигорра Эскива де Шабан. Детей он не оставил, его брат умер бездетным ещё раньше. По завещанию Бигорр должен был достаться его сестре Лоре, жене виконта Раймунда V. Однако на Бигорр снова предъявил претензии Гастон. Вместе с дочерью Констанцией он отправился в Тарб, где созвал знать и объявил о том, что законной наследницей графства является Констанция как дочь Маты и внучка графини Петронеллы. В результате собрание знати признало графиней Констанцию, отменив часть пунктов завещания Эскивы, но признав права Лауры на виконтство Кузеран и сеньории Шабанне и Конфолан. 1 сентября 1283 года бароны графства принесли оммаж Констанции, признав её графиней.
Не имея возможности удержать Бигорр своими силами, Лора обратилась к сенешалю Гаскони Жану I де Грайи, потребовав, чтобы король Англии взял графство под своё управление до вынесения решение по нему. Сенешаль не рискнул выносить решение самостоятельно и сообщил обо всём королю Эдуарду I. Желая лично отстаивать свои права, Констанция совершила ошибку. Она лично отправилась в Англию, где король, ссылаясь на то, что в своё время епископ Пюи передал королю Генриху III свои права на Бигорр, поэтому графство принадлежит именно королю. Констанция была вынуждена согласиться с этим, после чего король приказал Жану де Грайи занять Бигорр от его имени. Гастон, который прибыл в Тарб раньше сенешаля, снова собрал знать, объявив о том, что они теперь должны повиноваться королю Англии. Но при этом подтвердил и о правах дочери.
Однако на этом спор не закончился. Лора де Шабан и не думала отказываться от своих прав. Свои претензии на графство выдвинули также Матильда де Куртене, дочь графини Петронеллы от второго брака, Гильом де Ла Рош-Тессон, сын Перронеллы де Монфор, средней дочери графини Петронеллы, и Мата, третья дочь Гастона. Констанция утверждала, что брак графини Петронеллы с Ги II де Монфором, от которого родились Алиса де Монфор, мать Лоры, и Перронелла де Монфор, был незаконным, поскольку был заключён при жизни её второго мужа. Её сестра Мата ссылалась на гасконские законы, по которым в случае отсутствие сыновей наследство должно было разделяться между дочерьми. Лора ссылалась на завещание покойного брата. А Гильом требовал часть земель в качестве наследства своей матери. Споры длились долго, что было на руку королю Англии. Не выдержав этого, бездетная Констанция уступила свои права на Бигорр сестре Маргарите, жене графа Роже Бернара III де Фуа.
Позже Парижский парламент аннулировал передачу прав на Бигорр королю Англии церковью Пюи, после чего Бигорром два года управляла Констанция. А затем в спор вмешалась королева Франции Жанна Наваррская. Её отцу права на Бигорр передал Симон де Монфор, граф Лестер. На этом основании она предъявила права на Бигорр. Несмотря на то, что собрание бигоррской знати 9 октября 1292 года в замке Семак подтвердило права Констанции, парламент поддержал жену короля Франции — было принято решение о том, что графство переходит под управление короля Франции Филиппа IV Красивого, мужа Жанны. Все попытки графа Фуа отстоять права сестры жены ни к чему не привели, графство было присоединено к королевскому домену.
В 1290 году умер Гастон Беарнский. Ещё в 1286 году он, убедившись в том, что Констанция останется бездетной, принял решение завещать следующей по старшинству дочери, Маргарите, Беарн, причём в завещании Гастона было оговорено, что Беарн должен быть объединён с графством Фуа. Габардан, Брюлуа и испанские владения, которые он ранее намеревался оставить Маргарите, были у неё изъяты. Это решение подписали 3 дочери Гастона — Констанция, Маргарита и Гильеме. Ещё одна дочь, Мата, которая была замужем за графом Арманьяка Жеро VI, подписи не поставила, однако позже обещала исполнить желание отца. Перед смертью Гастон подтвердил свои намерения по наследству. Маргарите и её мужу достался Беарн, Мате — Габардан, Брюлуа и Озан, Гильеме — владения в Каталонии, включая сеньорию Монкада и баронство Кастельви-де-Росанес. Маргарита продолжала управлять наследством матери, также в её пожизненном управлении находились некоторые владения, завещанные сёстрам. Однако Мата отказалась признать завещание, обвинив Маргариту и её мужа в фальсификации. В результате спор за наследство Гастона перерос в войну между графами Фуа и Арманьяка.
Спор попытался уладить король Франции Филипп IV. Во время пребывания в Лангедоке, он вызвал Констанцию, Маргариту и Роже Бернара III де Фуа, представлявших одну сторону, Мату и её сына, графа Бернара VI д’Арманьяк, представлявших другую сторону. В итоге король решил, что Мата должна владеть виконтствами Габардан и Брюлуа, а также местностью Капсью, а на наследство других сестёр претендовать не должна, за исключением Гильемы, если она не оставит законнорождённых детей. Граф Арманьяка не рискнул спорить с королём, однако позже ссора с графами Фуа возобновилась с новой силой и продолжалась почти до конца XIV века, иногда на время затихая из-за малолетства наследников.
Констанция умерла 26 апреля 1310 года. Незадолго до смерти, 10 апреля, она, опасаясь спора из-за своего наследства, в Мон-де-Марсане передала свои владения Маргарите Беарнской, которую любила больше других сестер. Согласно завещанию, в них входили виконтство Марсан с замками Рокфор, Вильнёв, Ренюн и Сен-Жюстен, всё, чем она владела в Эре и Беарне, и замки Понтак, Эгон, Ассон и Моне в виконтстве Монтанер.

## Брак
1-й муж: с 23 марта 1260 Альфонсо Арагонский (до февраля 1228 — 26 марта 1260), инфант Арагона. Детей от этого брака не было. 
2-й муж: с 5 или 15 мая 1269 (развод 1270) Генрих Алеманский (2/12 ноября 1235 — 13 марта 1271), английский принц. Детей от этого брака не было. 
3-й муж: с июня/августа 1279 Эмон II (ум. 18 ноября 1280), граф Женевы. Детей от этого брака не было.